# Teodoro Guerrero
Teodoro Guerrero Pallarés (La Habana, 9 de noviembre de 1824-Madrid, 6 de octubre de 1904) fue un escritor y político español, diputado a Cortes por varios distritos de la isla de Puerto Rico durante dos legislaturas, desde el 27 de mayo de 1879  hasta el 8 de marzo de 1886.

## Biografía
Nació en La Habana (Cuba) el 9 de noviembre de 1824. Escritor y periodista, alternaba su residencia entre Madrid y La Habana. Educado en la península regresó a Cuba donde en 1869 desempeñó el cargo de presidente interino de la Audiencia de Camagüey.
Como escritor empleó varios seudónimos: Juan Diente, Tomás García Piñeiro, Goliat, Mr. Papillon, Tadmir el Medyched, Fanny Warrior y Juan sin miedo.
Al regresar a Cuba como periodista prensa escribió en Diario de la Marina, Faro Industrial de La Habana, El Siglo, Gaceta de la Habana y Juan Palomo. En 1845, junto con Andrés Avelino de Orihuela, editó la revista Quita Pesares (1845), subtitulada “Biblioteca extravagante, escrita en sentido burlesco y diabólico”.

## Restauración
En las elecciones generales de España de 1879 fue elegido diputado para la circunscripción  de Utuado por la Junta Provincial de Puerto Rico, obteniendo 117 votos de 142 votantes, formaba parte del Partido Liberal-Conservador.
En las elecciones generales de España de 1884 fue elegido diputado  para la circunscripción de Caguas por la Junta Provincial de Puerto Rico, obteniendo 71 votos de 72 votantes en un censo electoral de 138 electores.

## Escritos
Estas son algunas de sus obras.
- “La copa de ron”, Madrid, 1843.
- “Totum revolutum”, poesías, 1846
- “Diccionario filosófico del amor y las mujeres”, 1848
- “Una historia del gran mundo” y “Siglo XVIII y siglo XIX” comedia, ambos en 1851
- “Los jardines del Buen Retiro”, 1854
- “La escala del poder”, 1855
- “Anatomía del corazón”, 1856. La tercera edición  lleva un prólogo de Gertrudis Gómez de Avellaneda.[7]
- “Cuentos de salón”, “Madrid por dentro”, “Cuadros de la vida cortesana”, 1865, editadas en La Habana.
- “El escabel de la fortuna”, 1876
- “Las llaves: Sátira social”, 1877.[8]
- “Las huellas del crimen”, 1879, editada en Puerto Rico.
- " La llama del amor"